# 土壌水
土壌水（どじょうすい、英語: soil water）は、水圧が大気圧より小さい不飽和帯に存在する地中水のことである。土壌水は、地下水面より浅い土壌中に存在する。
土壌水は、土粒子内または間隙水として土壌中に存在している。

## 間隙中の水
土壌は土粒子、水、空気から構成されているが、土粒子以外の部分を間隙とよび、その空間に土壌水が入ることができる。土壌水帯では、間隙が水で満たされず、水と空気が混在することが多い。ここで、土壌の全体積を{\displaystyle V}、間隙の体積を{\displaystyle V_{v}}とすると、間隙率 (porpsity) {\displaystyle n}は
{\displaystyle n={\frac {V_{v}}{V}}\times 100(\%)}
と表される。
水の体積を{\displaystyle V_{w}}とすると、体積含水比 (volumetric water content) {\displaystyle \theta }、飽和度 (degree of saturation) {\displaystyle S}は
{\displaystyle \theta ={\frac {V_{w}}{V}}\times 100(\%)}
{\displaystyle S={\frac {V_{w}}{V_{v}}}\times 100(\%)}
と表される。

## エネルギーポテンシャル
土壌水のエネルギーポテンシャルは、以下の式で表すことができる。
{\displaystyle \phi _{t}=\phi _{g}+\phi _{m}+\phi _{o}+\phi _{a}}
なお、{\displaystyle \phi _{t}}は全ポテンシャル (total potential)、{\displaystyle \phi _{g}}は重力ポテンシャル (gravitational potential)、{\displaystyle \phi _{m}}はマトリックポテンシャル (matric potential)、{\displaystyle \phi _{o}}は浸透ポテンシャル (osmotic potential)、{\displaystyle \phi _{a}}は空気ポテンシャル (pneumatic potential)である。
ここで、マトリックポテンシャルと空気ポテンシャルを合算して圧力ポテンシャル (pressure potential) {\displaystyle \phi _{p}}とする。空気ポテンシャルが無視可能な場合、
{\displaystyle \phi _{t}=\phi _{g}+\phi _{p}+\phi _{o}}
と表せる。水理ポテンシャル (hydraulic potential) {\displaystyle \phi }を考え、浸透ポテンシャルも無視可能な場合、
{\displaystyle \phi =\phi _{t}+\phi _{o}=\phi _{g}+\phi _{p}}
と表せる。
水の流れを扱うときは、単位体積重量あたりのエネルギーで考えると扱いやすいため、ポテンシャルの値を重力加速度{\displaystyle g}で割り、水頭で考える。このとき、以下の式が成立する。
{\displaystyle {\frac {\phi }{g}}=h=z+\psi _{w}}
ただし、{\displaystyle h}は水理水頭 (hydraulic head)、{\displaystyle z}は重力水頭 (gravitational head)、{\displaystyle \psi _{w}}は圧力水頭 (pressure head) である。
なお、土壌水の圧力ポテンシャルおよび圧力水頭は常に負の値をとる。また、土壌水の圧力水頭の測定ではテンシオメーターが利用可能である。

## 水分特性曲線
水分特性曲線により、土壌水の含水量と圧力水頭の関係性を示すことができる。

## 運動方程式
土壌水帯でダルシーの法則を適用可能とする場合、土壌水の運動方程式として以下のリチャーズ式が成立する。
{\displaystyle {\frac {\partial \theta }{\partial t}}={\frac {\partial }{\partial x}}{\Big [}k(\psi _{w}){\frac {\partial h}{\partial x}}{\Big ]}+{\frac {\partial }{\partial y}}{\Big [}k(\psi _{w}){\frac {\partial h}{\partial y}}{\Big ]}+{\frac {\partial }{\partial z}}{\Big [}k(\psi _{w}){\frac {\partial h}{\partial z}}{\Big ]}}
ただし、{\displaystyle x}, {\displaystyle y}, {\displaystyle z}は土壌水帯内部での固定直交座標、{\displaystyle t}は時間である。